# Chrysso foliata
Chrysso foliata là một loài nhện trong họ Theridiidae.
Loài này thuộc chi Chrysso. Chrysso foliata được Ludwig Carl Christian Koch miêu tả năm 1878.